# Gazet van Antwerpen
Gazet van Antwerpen (GvA) is een Vlaams dagblad. De krant wordt uitgegeven door Mediahuis en verschijnt in drie verschillende edities. Gazet van Antwerpen is een regionale krant met sterke nadruk op het lokale nieuws. Dagelijks rollen gemiddeld 90.000 exemplaren van de pers.

## Geschiedenis

### Voorgeschiedenis
Van 1719 tot 1804 verscheen al een Gazette van Antwerpen, tweemaal per week. En nog daarvoor was er sinds 1635 een Extra Ordinarisse Post-Tydinghen, later Antwerpsche Dijnsdagsche – en Vrijdagsche – Post-Tijdinge, eveneens tweemaal per week.  De Gazette van Antwerpen, die echter weinig Antwerps nieuws bracht, mogelijk vanwege de strenge censuur, is wel volledig bewaard en digitaal te raadplegen.

### Ontstaan
Gazet van Antwerpen verscheen voor het eerst op 3 november 1891. De krant was een initiatief van Jan Baptist Napolitaan Van Os, die ook de eerste hoofdredacteur was. De eerste krant had een oplage van 8.000 exemplaren, telde vier bladzijden en kostte twee Belgische centiemen. De eerste drie nummers werden gratis uitgedeeld. De krant moest katholiek weerwerk bieden tegen het liberale Het Laatste Nieuws en de socialistische Vooruit.
In 1893 werd de NV De Vlijt opgericht die de krant voortaan zou uitgeven. Deze uitgeverij publiceerde vanaf 1896 ook de zusterkrant Gazet van Mechelen. De krant groeide gestaag en werd al gauw de grootste krant van de provincie Antwerpen. De frut – een bijnaam die de krant als geuzennaam koestert – kende een zeer woelige geschiedenis, zeker in de Eerste en Tweede Wereldoorlog. De krant werd gemaakt en gedrukt in Nationalestraat in Antwerpen.

### Verhuis naar Linkeroever
In 1974 verhuisde zowel redactie als drukkerij naar een nieuwbouw op Linkeroever. Begin jaren tachtig ging Gazet van Antwerpen een conservatieve koers varen, wat haar de bijnaam 'rechtse krant van Linkeroever' opleverde. Hoofdredacteur Lou De Clerck slaagde erin de krant uit dat keurslijf te halen en maakte er een blad met een linkse visie van.

### NV Concentra
In 1996 richtte NV De Vlijt samen met Concentra de Regionale Uitgevers Groep (RUG) op. De twee sterkste regionale titels van het land, Gazet van Antwerpen en Het Belang van Limburg, kwamen zo in hetzelfde huis. Luc Van Loon werd hoofdredacteur en bouwde de regionale sterkte van de krant verder uit. In 2004 verscheen Gazet van Antwerpen als eerste Belgische krant op tabloidformaat. In datzelfde jaar werd Van Loon vervangen door Luc Rademakers, die de lijn van de krant een flink eind naar links verlegde. Hij werd in 2007 opgevolgd door Paskal Kerkhove.

### Mediahuis
In 2014 richtten Concentra en Corelio, uitgever van De Standaard en Het Nieuwsblad, de krantenuitgeverij Mediahuis op. Gazet van Antwerpen moest een flinke afslanking ondergaan. Na deze operatie werden Kris Vanmarsenille en Rudy Collier hoofdredacteur. Zij trokken nog meer de regionale kaart. Het verschil tussen de edities werd groter en in de stad werd Gazet van Antwerpen een echte stadskrant. Voor de editie Kempen werd een speciale editie van CittA in de markt gezet. CittA Kempen heeft de leescijfers van het blad flink opgekrikt. Het is het enige puur regionale glossy krantenmagazine in Vlaanderen. Ook de website gva.be breidde de jongste jaren flink uit. Het bereik ervan is in enkele jaren tijd verdubbeld.
In 2016 vierde Gazet van Antwerpen zijn 125ste verjaardag met een extra bijlagenreeks, een heruitgave van de eerste krant en een popupcafé in het centrum van Antwerpen.
Sinds 2020 is Frederik De Swaef hoofdredacteur.

## Edities
De krant heeft drie verschillende edities.
Er zijn drie verschillende edities: Stad & Rand, Kempen en Mechelen-Waas. Alle brengen ze zeer gevarieerd nieuws uit de regio, alsook politiek en economisch nieuws uit de grootstad Antwerpen en de hoofdpunten uit België en de wereld. Daarnaast zit op zaterdag de weekendgids DOEN! bij de krant, het lifestyleblad CittA en het consumentenmagazine De Markt. De oplage loopt jaarlijks terug.

## Oplage en verkoop
| Naam               | 2007    | 2008    | 2009    | 2010    | 2011    | 2012    | 2013    | 2014    | 2015   |
| ------------------ | ------- | ------- | ------- | ------- | ------- | ------- | ------- | ------- | ------ |
| Oplage - Print     | 125.082 | 124.594 | 123.900 | 120.967 | 119.005 | 112.593 | 106.523 | 104.625 | 99.673 |
| Verkoop - Print    | 104.504 | 102.780 | 101.313 | 100.196 | 96.991  | 92.974  | 89.756  | 88.739  | 86.880 |
| Verkoop - Digitaal | 0       | 0       | 0       | 281     | 495     | 672     | 1.969   | 2.274   | 4.593  |
| Verkoop - Totaal   | 104.504 | 102.780 | 101.313 | 100.477 | 97.486  | 93.646  | 91.725  | 91.013  | 91.473 |

Bron: CIM

## Redactie
| Tijdspanne  | Hoofdredacteur                          |
| ----------- | --------------------------------------- |
| 1891 - 1893 | Jan Baptist Napolitaan Van Os           |
| 1893 - 1898 | Jan van Kerckhoven                      |
| 1898 - 1938 | Frans Goris                             |
| 1938 - 1949 | Louis Kiebooms                          |
| 1949 - 1985 | Louis Meerts                            |
| 1985 - 1991 | Lou De Clerck                           |
| 1991 - 1996 | Jos Huypens                             |
| 1996 - 2004 | Luc Van Loon                            |
| 2004 - 2007 | Luc Rademakers                          |
| 2007 - 2014 | Pascal Kerkhove                         |
| 2014 - 2015 | Kris Vanmarsenille en Rudy Collier      |
| 2016 - 2020 | Kris Vanmarsenille                      |
| 2020-       | Kris Vanmarsenille en Frederik De Swaef |